# Федоровская (Тотемский район)
Федоровская — деревня в Тотемском районе Вологодской области.
Входит в состав Погореловского сельского поселения, с точки зрения административно-территориального деления — в Погореловский сельсовет.
Расстояние по автодороге до районного центра Тотьмы — 70 км, до центра муниципального образования деревни Погорелово — 10 км. Ближайшие населённые пункты — Мальцево, Маслиха, Якуниха.
По переписи 2002 года население — 23 человека (13 мужчин, 10 женщин). Преобладающая национальность — русские (96 %).

## Население
| 2010 |
| ---- |
| 19   |